# خانه پرسیاوشان
خانه پرسیاوشان در همدان، خیابان نظر بیگ، محله جولان واقع شده و این اثر در تاریخ ۲۵ اسفند ۱۳۷۹ با شمارهٔ ثبت ۳۲۴۶ به‌عنوان یکی از آثار ملی ایران به ثبت رسیده است.